# 조선민주주의인민공화국 교육성
교육성(敎育省)은 조선민주주의인민공화국의 내각 중앙 행정기관이다. 1948년 9월 9일 처음 발족되었다. 그후 보통교육성과 중등교육성으로 분리되었다. 후에 다시 보통교육성과 중등교육성을 통합하여 발족하였으며 유아, 초등, 중등교육 및 대학 교육을 관장한다.

## 연혁
- 1948년 9월 2일 내각 수립과 동시에 교육성 출범
- 1957년 교육성 산하, 해외 견학관리조직 조선교육견학단 조직
- 1957년 9월 20일 교육성 폐지, 문화선전성의 문화기능 일부와 함께 교육문화성에 통합
- 1967년 12월 28일 보통교육성과 중등교육성을 통합, 다시 교육성으로 개편
- 2010년 6월 교육성 폐지, 조선민주주의인민공화국 교육위원회로 발족

2023년 부활

## 역대 상, 부상

### 역대 교육상
1기
- 김종항 1948년 9월 2일 ~ 1948년 9월 9일 (직무대리)
- 백남운 1948년 9월 9일 ~ 1954년 1월 14일
- 한설야 1954년 1월 14일 ~ 1956년 1월 2일
- 김창만 1956년 1월 2일 ~ 1957년 9월 20일

2기
- 김석기 1967년 12월 28일 ~ 1972년 10월
- 김일대 1977년 12월 15일 ~ 1982년 4월 5일
- 최태복 1982년 4월 5일 ~ 1986년 12월 29일
- 변영립 1986년 12월 29일 ~ 1990년 5월 24일
- 최기룡 1990년 5월 24일 ~ 1998년 9월 1일
- 변영립 1998년 9월 1일 ~ 2000년 9월 4일
- 최기룡 2000년 9월 5일 ~ 2001년 9월 5일
- 변영립 2001년 9월 5일 ~ 2002년 9월 4일
- 최기룡 2002년 9월 4일 ~ 2003년 9월 3일
- 김용진 2003년 9월 3일 ~ 2010년 6월 1일

### 역대 부상
1기
- 김종항 1948년 9월 2일 ~ 1949년 8월 18일
- 남일 1949년 8월 18일 ~ 1949년 10월 11일
- 김종항 1949년 10월 11일 ~ 1953년 4월 21일
- 리락언 1953년 4월 21일 ~ 1957년 1월 8일
- 윤기복 1957년 1월 8일 ~ 1957년 3월 28일
- 송정우 1957년 3월 28일 ~ 1957년 4월 25일
- 리락언 1957년 4월 25일 ~ 1957년 9월 20일

2기
- 김일대 1967년 12월 28일 ~

3기
- 김용진 2000년 9월 5일 ~ 2002년 9월 4일

#### 역대 수석부상
- 변영립 1982년 4월 5일 ~ 1986년 12월 29일

#### 역대 차석부상
- 최기룡 1982년 4월 5일 ~ 1986년 12월 29일

## 산하 기관
- 조선교육견학단
- 력사과학편찬위원회
- 조선력사편찬위원회
- 조선력사연구소

## 같이 보기
- 교육문화성
- 교육위원회